# Sköldpaddsfontänen
Sköldpaddsfontänen, italienska Fontana delle Tartarughe, är en fontän belägen på Piazza Mattei strax norr om det forna gettot i Rom.
Den behagfulla fontänen uppfördes mellan 1581 och 1588 efter ritningar av Giacomo della Porta på uppdrag av den romerska adelsfamiljen Mattei. Fyra nakna ynglingar stödjer sig på delfiner för att hjälpa upp de kämpande sköldpaddorna till vattnet. Ynglingarna och delfinerna, skulpterade av Taddeo Landini, fanns med från början, men sköldpaddorna tillkom inte förrän 1658. Vissa källor anger Bernini som upphovsman till dessa.